# Зимниця (Добрицька область)
Зи́мниця (болг. Зимница) — село в Добрицькій області Болгарії. Входить до складу общини Крушари.

## Населення
За даними перепису населення 2011 року у селі проживали 8 осіб, з них 7 осіб (87,5%) — болгари.
Розподіл населення за віком у 2011 році:
Динаміка населення: